# Шпиківська селищна територіальна громада
Шпиківська селищна територіальна громада — територіальна громада в Україні, в Тульчинському районі Вінницької області. Адміністративний центр — селище Шпиків.
Площа громади — 94,23 км², населення — 4392 мешканці (2018).
Утворена 27 липня 2016 року шляхом об'єднання Шпиківської селищної ради та Торківської сільської ради Тульчинського району.
19 липня 2020 року, в результаті адміністративно-територіальної реформи та ліквідації Тиврівського, Тульчинського (1923 — 2020) та Шаргородського районів, громада увійшла до складу новоутвореного Тульчинського району.

## Населені пункти
До складу громади входять 27 населених пунктів — 4 селища (Гута-Бушинська, Соснівка, Шпиків, Юліямпільське) і 23 села: Бурдії, Бушинка, Велика Вулига, Винокурня, Даньківка, Кленове, Левківці, Лопатинці, Мала Вулига, Петрашівка, Печера, Підлісівка, Польова Слобідка, Рахни-Лісові, Рогізна, Сліди, Станіславка, Стрільники, Торків, Шпиківка, Юліямпіль, Юрківка, Ярове.